# Cymosafia laba
Cymosafia laba är en fjärilsart som beskrevs av Druce 1890. Cymosafia laba ingår i släktet Cymosafia och familjen nattflyn. Inga underarter finns listade i Catalogue of Life.